# イチネンケミカルズ
株式会社イチネンケミカルズは、「クリンビュー」のブランドでカー用品等を製造している東京都の化学工業メーカー。

## 沿革
- 1953年（昭和28年）- 東京都中央区日本橋にタイホウ販売株式会社を設立。海運会社及び各工場に重油添加剤「TYFO」（米国製）の販売を開始する。
- 1957年（昭和32年）
  - 工業用洗浄剤「クリクリーン」の製造販売およびそれに伴う洗浄工事を開始する。
  - 兵庫県西宮市に研究所を開設する。
- 1960年（昭和35年）- 大阪府高槻市に大阪工場を建設。
- 1962年（昭和37年）- 自動車のフロントガラス曇り止め・油膜取り「クリンビュー」を製造販売する。
- 1965年（昭和40年）- 鳳工業株式会社を吸収合併、タイホー工業株式会社に社名変更。鋳鍛素形素材の加熱炉、調質炉等の製作、販売を開始する。
- 1967年（昭和42年）- 神奈川県藤沢市に研究所を移転する。
- 1971年（昭和46年）- 東京都港区高輪に本社を移転する。
- 1976年（昭和51年）- 兵庫県播磨町に工場を建設、大阪工場を移転。
- 1979年（昭和54年）- 世界初の原油タンクを原油で洗う「とも洗い洗浄工法」を開発する。
- 1990年（平成2年）- 株式を日本証券業協会へ店頭登録し（現在の東京証券取引所スタンダード）、資本金を3,582百万円に増資。
- 1991年（平成3年）- 中央研究所を新築。
- 2004年（平成16年）
  - 東京都港区三田に本社を移転する。
  - 95%の減資と第三者割当による増資を実行し、資本金を13億29百万円にする。
- 2006年（平成18年）
  - 株式会社イチネンホールディングスの連結子会社となる。
  - 株式会社コーザイを吸収合併、社名を株式会社タイホーコーザイとする。
- 2007年（平成19年）
  - 上場廃止。イチネンホールディングスの完全子会社となる。
  - 資本金を1億円に減資。
- 2016年（平成28年）4月1日 - 株式会社イチネンケミカルズに社名変更。

## 主な事業
- テクノケミカル
- コンシュマーケミカル
- プロユースケミカル
- ファインケミカル

## 提供番組
- HBCファイターズナイター（HBCラジオ）：水曜

### タイホー工業時代
- スター爆笑Q&A（ytv制作・日本テレビ系列）
- 名探偵コナン（同上・1997年）
- たけし・所のドラキュラが狙ってる（毎日放送制作・TBS系列）
- クイズタイムショック（テレビ朝日系列・1984年頃）
- 人気者でいこう!（朝日放送制作・テレビ朝日系列）
- TVチャンピオン（テレビ東京系列）
- クイズところ変れば!?（同上）
- たけしの誰でもピカソ（同上）
- 笑っていいとも!増刊号（フジテレビ・関東ローカルのみ・1990年頃）
- 火曜サスペンス劇場（日本テレビ系列）

ほか